# Ryd (commune de Tingsryd)
Ryd est une localité de Suède dans la commune de Tingsryd située dans le comté de Kronoberg.
Sa population était de 1 445 habitants en 2019.